# Анодіна Тетяна Григорівна
Анодіна Тетяна Григорівна (нар. 16 квітня 1939, Санкт-Петербург) — російська науковиця, голова Міждержавного авіаційного комтету, доктор технічних наук, професор.

## Біографія
Народилася 16 квітня 1939 року в Санкт Петербурзі в сім'ї військового льотчика. В 1961 році закінчила Львівський політехнічний інститут.
Працювала в Державному інституті цивільної авіації на посаді інженера-випробовувача.
Вивчала і організовувала роботу в галузі створення систем супутникового зв'язку, навігації та спостереження. Автор понад ста наукових робіт.
В 1991 році була основною рушійною силою в підготовці рішення про створення Міждержавного авіаційного комітету при Міждержавній раді з авіації та використання повітряного простору СНД.

## Сім'я
- Чоловік — Плєшаков Петро Степанович (1922—1987) генерал-полковник при Міністерстві радіопромисловості СССР.
  - Син (прийомний) — Плєшаков Олександр Петрович (1964) голова ради директорів та засновник першої недержавної авіаційної компанії «Трансаеро».
    - Невістка — Плєшакова Ольга Олександрівна (1966) генеральний директор «Трансаеро».

За даними Forbes, після краху компанії «Трансаеро» в 2015 році Анодіна Тетяна Григорівна, її син та невістка залишили Росію, переїхавши до Франції.

## Нагороди та почесні звання
- Лавреатка Державної премії СРСР  за розробку автоматизованої радіолокаційної системи управління повітряним рухом для аеропортів з високою інтенсивністю польотів (АС КПР «Старт»)[5]
- Лавреатка найвищої нагороди ІКАО — премії імені Едварда Ворнера (1997 рік)[6]
- Заслужений діяч науки Російської Федерації (9 квітня 1997)  за заслуги в науковій діяльності [7]
- Почесна грамота Кабінету Міністрів України (21 лютого 1998) за багаторічну сумлінну працю та у зв'язку з 25-річчям Єдиної системи організації повітряного руху Російської Федерації[8]
- Орден «За заслуги перед Вітчизною» III ступеня (12 квітня 1999) за заслуги перед державою і великий внесок у розвиток цивільної авіації[9]
- Почесна грамота Уряду Російської Федерації (7 грудня 2001 рік за заслуги перед державою в галузі розвитку авіації та в зв'язку з 10-річчям створення Міждержавного авіаційного комітету[10]
- Лавреатка Національної премії громадського визнання досягнень жінок «Олімпія» Російської Академії бізнесу та підприємництва за 2002 р[11]
- Орден «За заслуги» (Україна) III ступеня (2007 рік)[12]
- Медаль Ананії Ширакаци (Вірменія) за співпрацю в справі розвитку сфери цивільної авіації в Республіці Вірменії[13]
- Грамота СНГ[14]